# ジ・エンド・コンプリート
『ジ・エンド・コンプリート』（The End Complete）は、アメリカのデスメタル・バンド、オビチュアリーによる3作目のアルバム。1992年4月21日にリリースされた。
このアルバムにて、デビュー・アルバム『スロウリー・ウィ・ロット』に参加したギタリストのアレン・ウェストが復帰した。
このアルバムはオビチュアリーのベストセラーとなり、アメリカで10万枚以上、全世界で25万枚以上が販売されている。ビルボードのトップ・ヒートシーカーズ・チャートで16位に達した。また、このアルバムで導入されたバンドの新しいロゴは、ロードランナー・レコードの歴史の中で最も売れているシャツのプリントとなっている。

## 収録曲
1. アイム・イン・ペイン - "I'm in Pain" (ペレス、D・ターディ、J・ターディ) - 4:01
2. バック・トゥ・ワン - "Back to One" (D・ターディ、ウェスト) - 3:42
3. デッド・サイレンス - "Dead Silence" (D・ターディ、ウェスト) - 3:21
4. イン・ジ・エンド・オヴ・ライフ - "In the End of Life" (ペレス、D・ターディ、J・ターディ) - 3:41
5. シックネス - "Sickness" (ペレス、D・ターディ、J・ターディ) - 4:06
6. コローシヴ - "Corrosive" (ペレス、D・ターディ、J・ターディ) -ｖ4:11
7. キリング・タイム - "Killing Time" (D・ターディ、ウェスト) - 3:59
8. ジ・エンド・コンプリート - "The End Complete" (ペレス、D・ターディ、J・ターディ) - 4:03
9. ロッティング・ウェイズ - "Rotting Ways" (D・ターディ、ウェスト) - 5:13

## 参加メンバー
- ジョン・ターディ (John Tardy) – ボーカル
- アレン・ウェスト (Allen West) – リード・ギター
- トレヴァー・ペレス (Trevor Peres) – リズム・ギター
- フランク・ワトキンス (Frank Watkins) – ベース
- ドナルド・ターディ (Donald Tardy) – ドラム